# Gianna Jessen

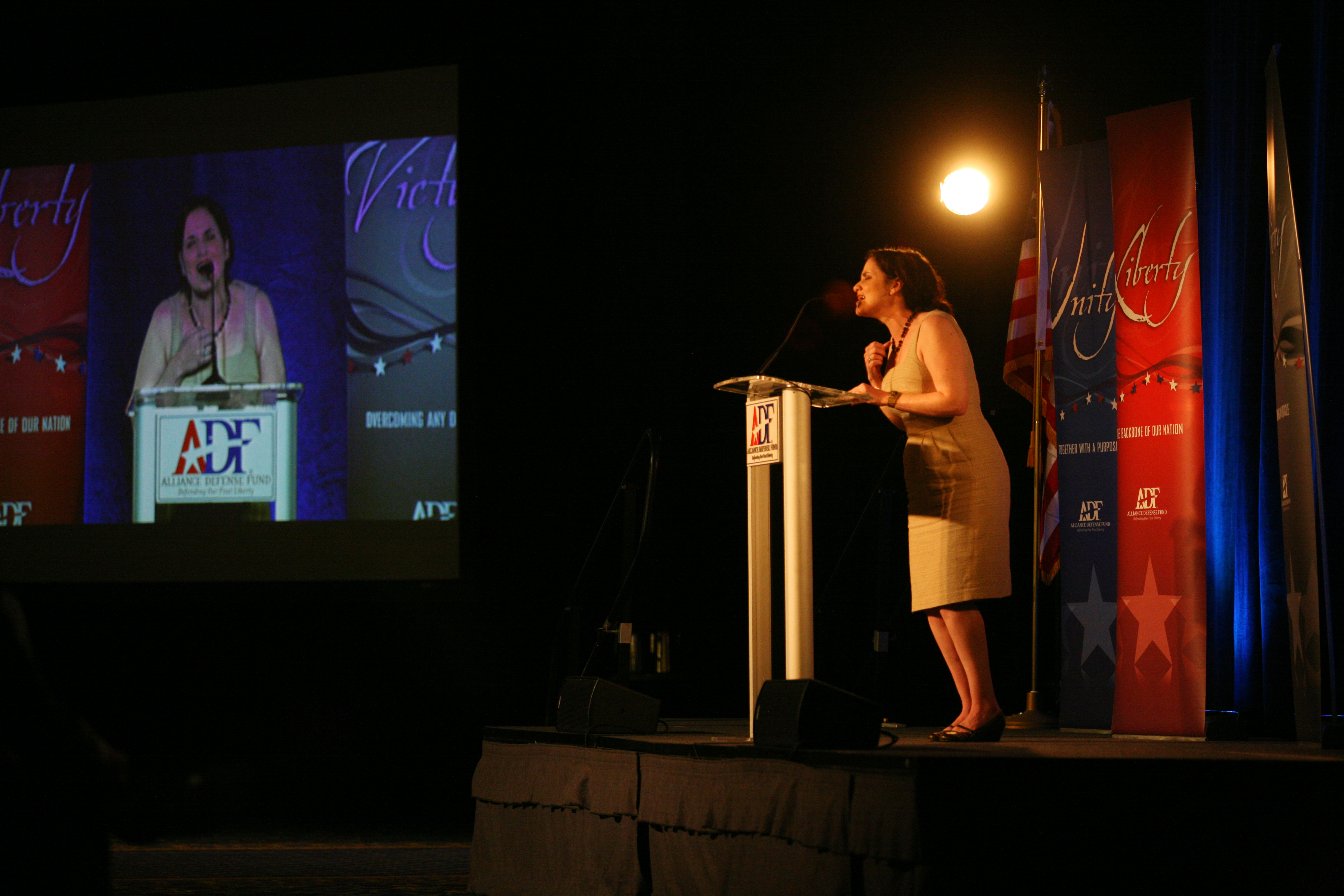
Gianna Jessen (2012)

Gianna Jessen (* 6. April 1977 in Los Angeles) ist eine US-amerikanische Sängerin und Aktivistin der Lebensrechtsbewegung. Gemäß eigenen Angaben überlebte sie den Versuch eines Schwangerschaftsabbruchs.

## Leben
Ihre bei Giannas Geburt 17 Jahre alte Mutter ließ gemäß Jessen in der 30. Schwangerschaftswoche (7. Monat) eine Abtreibung vornehmen. Der mit einer Salzlösung vorgenommene Eingriff soll ihren Angaben zufolge jedoch fehl geschlagen haben und Jessen kam lebend zur Welt. Die versuchte Abtreibung führte Jessen zufolge zu infantiler Zerebralparese. Die Eltern gaben Jessen kurz danach zur Adoption frei.
Jessen ist eine Lebensrechtsaktivistin. Sie hielt vor dem US-amerikanischen Kongress und dem britischen Unterhaus Reden.
Trotz der Prognose, niemals gehen zu können, lief sie im Jahr 2005 ihren ersten Marathonlauf. Danach nahm sie erfolgreich am London-Marathon 2006 teil. Jessen ist auch als Sängerin tätig, zeitweise begleitet von ihrem Freund Michael Logen, und hat einige Songs selbst geschrieben und veröffentlicht. 1999 erschien eine Biographie Jessens, geschrieben von Jessica Shaver.
Am 23. März 2012 startete der Spielfilm October Baby in den US-amerikanischen Kinos, der frei auf der Lebensgeschichte von Gianna Jessen beruht.